# Alessandro Ferretti (politico)
Alessandro Ferretti (Visso, 22 dicembre 1904 – 8 dicembre 1992) è stato un politico italiano.

## Biografia
Ingegnere, impegnato in politica con il Partito Comunista Italiano, candidato alla Camera dei Deputati alle elezioni politiche del 1958, non risulta eletto, ma subentra a Montecitorio nel maggio 1962 dopo le dimissioni di Luigi Di Mauro. 
Viene poi eletto alla Camera nel 1968, confermando il seggio anche nel 1972. Termina il proprio mandato parlamentare rassegnando le dimissioni nel maggio 1975.